# پارک ملی بوسکه د فرای
پارک ملی بوسکه د فرای (به اسپانیایی: Parque nacional Bosque Fray Jorge) یک پارک ملی در شیلی است که در استان لیماری واقع شده‌است.